# Olivetti Programma 101

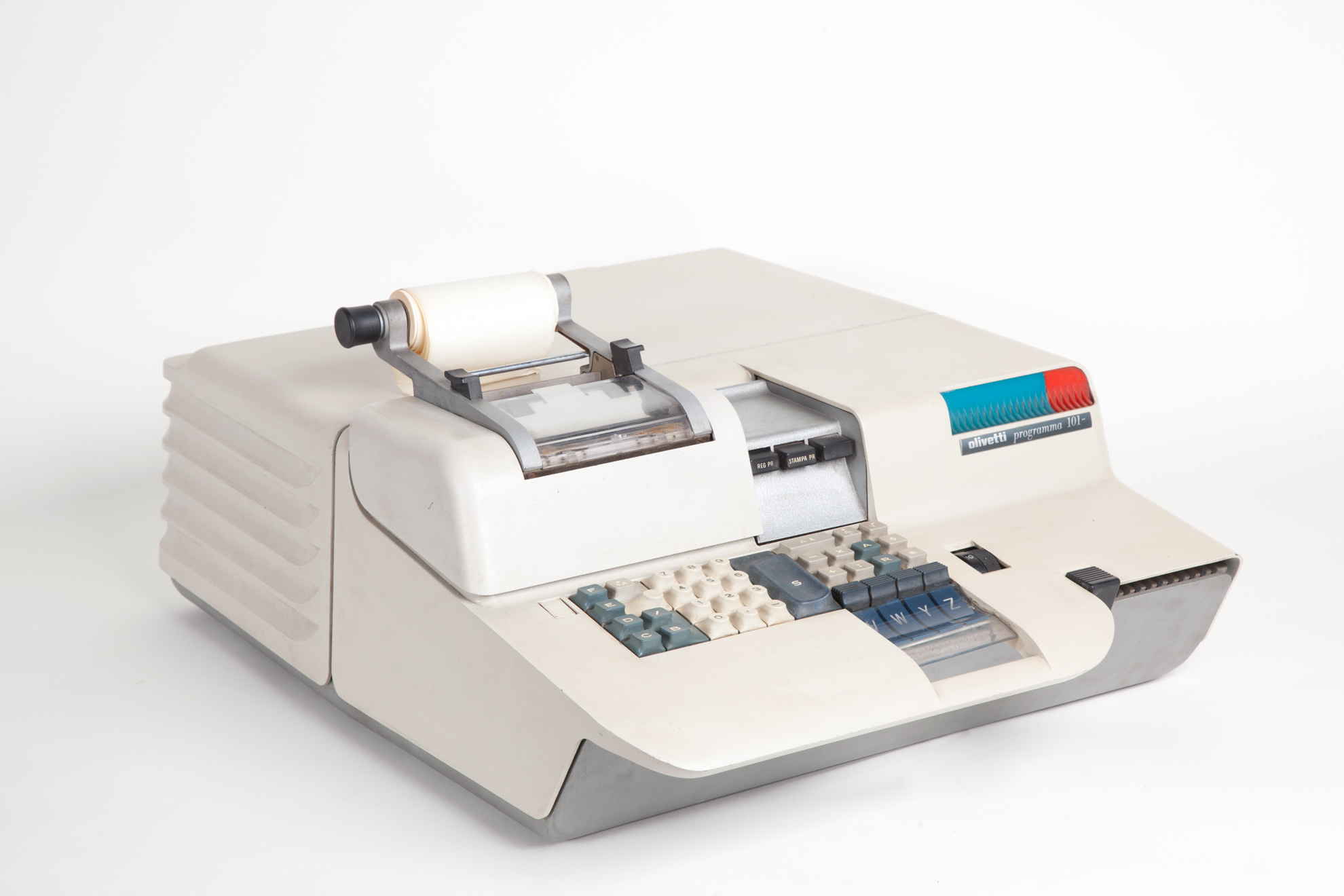
Olivetti Programma 101 (Bild von der Museo nazionale della scienza e della tecnologia Leonardo da Vinci)

Die Programma 101 (oder kurz: P101) der Firma Olivetti war der erste frei programmierbare Tischrechner der Welt und damit ein Vorläufer des programmierbaren Taschenrechners und des Personal Computers. Entworfen wurde die Programma 101 von Pier Giorgio Perotto. Das Design entwickelte Mario Bellini.

## Geschichte

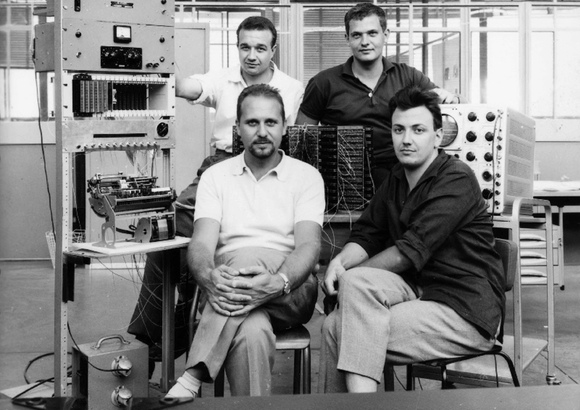
Das Team von P101: Perotto (vorne links), Giovanni De Sandre (vorne rechts), Gastone Garziera (hinten links) und Giancarlo Toppi (hinten rechts, außerhalb des Teams)

Die „Programma 101“ (auch „La Perottina“ genannt) wurde erstmals 1965 in der Ausstellung des BEMA (Ausstellung von Maschinen für Büroautomation) in New York präsentiert. Die Serienproduktion begann im Jahr 1965.
Die Idee für die Programma 101 entstand nach Perottos Schilderung aus der Überlegung, dass man zum damaligen Zeitpunkt mit dem Konzept des verteilten Rechnens, das Verarbeitungs- und Datenspeicherkapazitäten auf einem einzigen, dem Bediener vollständig zur Verfügung stehenden Computer vorsah, überhaupt nicht vertraut war.
Es gab in jenen Jahren zwar bereits Minirechner, die manchmal als vollwertige Personalcomputer verwendet wurden: zwei typische Beispiele sind der LINC (Laboratory Instrument Computer) (1962), ein Gerät, das als Personalcomputer für Labortechniker konzipiert war, und die PDP-8 (1964), von der in den folgenden zehn Jahren vierzig- bis fünfzigtausend Stück verkauft wurden. Allerdings waren diese Minirechner noch recht teuer, so dass Bedarf für eine kostengünstige Maschine vorhanden war, die typische wissenschaftliche Berechnungen automatisierte. Die Programma 101 passte gut in dieses Marktsegment. Olivetti lieferte Programme für Algebra, Geometrie, Statistik, Technik und Finanzen. Programme für Biochemie und Radiochemie sind ebenfalls in der Literatur dokumentiert.
Die Firma Olivetti, die sich nach dem Tod von Adriano Olivetti mehr auf mechanische als auf elektronische Berechnungssysteme konzentriert hatte, präsentierte die Programma 101 deswegen eher unauffällig. Auf der New Yorker BEMA Ausstellung zog die neue Maschine jedoch die Aufmerksamkeit der Besucher dermaßen auf sich, dass sie schließlich alle anderen von Olivetti auf dem Stand ausgestellten Produkte weniger beachteten. Darüber hinaus startete die Logos 27-A, eine elektromechanische Rechenmaschine, die ebenfalls in New York ausgestellt wurde und in die Olivetti die größten Anstrengungen investiert hatte, mit Produktionsproblemen und einer geringer als erwarteten Marktakzeptanz, während die Programma 101 auch in Moskau und später, 1966, auf der Mailänder Messe erfolgreich war. Dies veranlasste Roberto Olivetti, den Nachfolger an der Spitze des Unternehmens, dazu, den Versuch zu unternehmen, die Strategie des Unternehmens in Richtung Elektronik zu ändern, ein Ziel, das letztlich nur teilweise verfolgt und nie vollständig umgesetzt wurde. Für die Markteinführung entschied man sich für den US-amerikanischen Markt, obwohl Bedenken wegen möglicher Wartungsprobleme bestanden, da Olivetti in den USA nicht über genügend Elektronikfachleute verfügte.
Da Olivetti mit der Massenproduktion elektronischer Geräte völlig unvertraut war, verlangte der damalige Produktionsleiter detaillierte Montagespezifikationen, ohne sich jedoch zu verpflichten, irgendwelche fertigen Produkte seiner Montagelinie zu testen. Perotto begab sich daher mit zwei seiner Mitarbeiter in die Fabrik, als die Pakete mit den ersten zusammengebauten Exemplaren fertig waren, und öffnete eines nach dem anderen, um sie persönlich zu testen und gegebenenfalls Fehler zu korrigieren; auf diese Weise war es möglich, eine Charge von fehlerfreien Maschinen nach Nordamerika zu schicken. Die Produktion erhielt einen großen Auftrieb, als General Electric, die seit einigen Jahren ein Joint Venture mit der Elektronikabteilung von Olivetti in einem neuen Unternehmen namens OGE (an dem die Amerikaner 75 % des Aktienkapitals hielten) eingegangen war, seine Absicht bekundete, sich aus dem „Büro“-Markt zurückzuziehen und sich nur noch für Computer zu interessieren. Dies veranlasste viele Konstrukteure und Ingenieure, die mit ihrer gesamten „Büro“-Struktur in der neuen Firma verblieben waren, zu Olivetti zurückzukehren, die nach einem Auftragsschub für die Programma 101 auf dem besten Weg war, der erfolgreiche Zweig des Unternehmens zu werden.
Der Verkaufserfolg war so groß, dass Ende 1966 die von Olivetti kontrollierte US-Firma Underwood darum bat, die Maschinen auf amerikanischem Boden herstellen zu dürfen, um auch die Büros der Bundesregierung der USA beliefern zu können. In der Zwischenzeit war bereits im März 1965 beim zuständigen US-Amt ein Patent auf die technischen Lösungen des Rechners angemeldet worden. Dieser Schritt erwies sich als günstig, da das konkurrierende Unternehmen Hewlett-Packard auf der Grundlage der Grundidee des P101 ein ähnliches Gerät, den HP 9100A, herstellte. Als es später wegen Patentverletzung angefochten wurde, schloss das US-Unternehmen einen außergerichtlichen Vergleich, in dem Olivetti eine Lizenzgebühr von 900.000 $ zugesprochen wurde. Bei den Verhandlungen dazu wurde festgestellt, dass für den HP-9100 technische Lösungen wie die Magnetkarte und die Architektur von Olivettis Programma 101 kopiert wurden.
Etwa 44.000 Stück wurden verkauft, 90 Prozent davon auf dem nordamerikanischen Markt.
Die NASA kaufte zehn Modelle und verwendete sie, um den Funkverkehr der Apollo 11 zu steuern.
Die Programma 101 war Teil des ballistischen Rechensystems der US-Luftwaffe für B-52-Bombardements während des Vietnamkriegs.
Olivetti förderte auch die Verwendung des Rechners in italienischen Schulen.

## Hardware
Die Kapazität des eingebauten Laufzeitspeichers lag bei 240 Byte. Dieser Rechner besaß noch keinen Mikroprozessor, seine CPU war diskret aus Transistoren aufgebaut und arbeitete intern mit 8 Bit in acht 22-stelligen Arbeitsregistern. Diese konnten in zwei 11-stellige Register aufgespalten werden. Auf den Magnetdrahtspeicher konnten die Daten mit einem Magnetkopf seriell aufgespielt werden.

## Programmierung
Es ist nur möglich mit alphanumerischen Daten oder Zahlen zu arbeiten.
Die P101 beherrscht die vier arithmetischen Grundfunktionen (Addition, Subtraktion, Multiplikation und Division) plus Quadratwurzel, Absolutwert und Speicherung der Nachkommastellen. Sie ist mit Speicherregistern mit Funktionen wie Löschen, Übertragen und Austauschen sowie Drucken und Anhalten für die Eingabe ausgestattet.
Die Programmierung ähnelt der Assemblersprache, ist aber einfacher, da es weniger Optionen gibt. Sie steuert den Austausch zwischen Speicherregistern und Rechenregistern sowie die Operationen in den Registern.
Frühere Computer waren teuer und konnten nur von Experten genutzt werden. Der P101 war einfach und die Programme auf Magnetkarten in einer einfachen Maschinensprache erlaubten die Benutzung ohne Kenntnis einer Programmiersprache.

## Spezifikationen
- Größe: 610 mm × 465 mm × 275 mm
- Gewicht: 35,5 kg
- Stromverbrauch: 0,35 kW

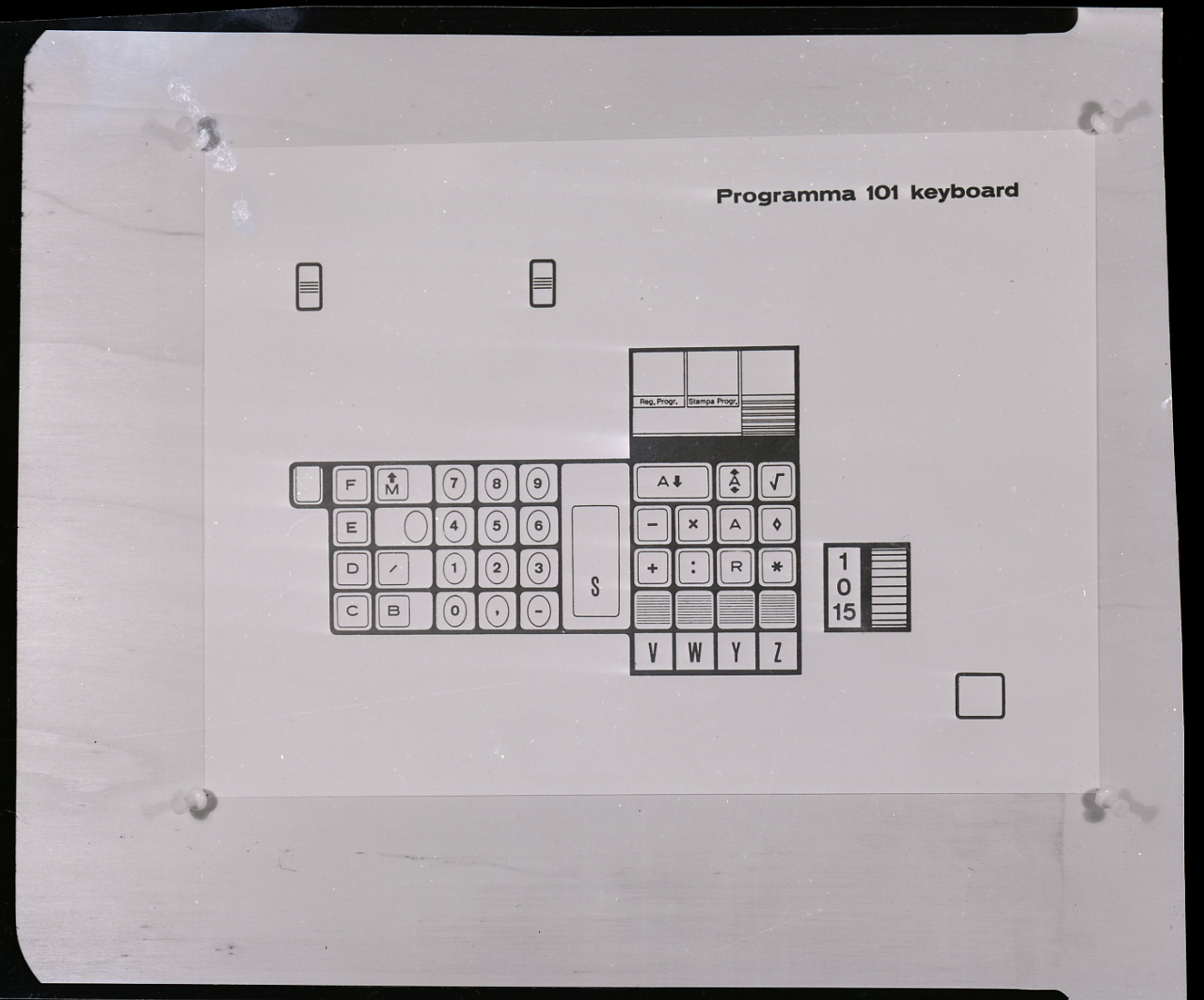
Layout der Tastatur

- Ausgabegerät: Drucker 30 Spalten auf 9 cm breitem Papier
- Genauigkeit: 22 Stellen und bis zu 15 Dezimalstellen
- Operationen: Addition, Subtraktion, Multiplikation, Division und Quadratwurzel
- Speicher: circa 240 Byte
- Archiv: Magnetkartenleser

### Anmerkung
1. ↑  Der Buy American Act (1933) verpflichtet die US-Regierung, im Inland hergestellte Produkte zu bevorzugen.